# Жунсянь (Юйлинь)
Жунся́нь (кит. упр. 容县, пиньинь Róng xiàn) — уезд городского округа Юйлинь Гуанси-Чжуанского автономного района (КНР).

## История
Во времена империи Тан в 621 году была создана Тунчжоуская область (铜州), которая в 627 году была переименована в Жунчжоускую область (容州). Во времена империи Мин область была в 1377 году понижена в статусе — так появился уезд Жунсянь.
После вхождения этих мест в состав КНР в конце 1949 года был образован Специальный район Учжоу (梧州专区) провинции Гуанси, и уезд вошёл в его состав. В 1951 году Специальный район Юйлинь (郁林专区) и специальный район Учжоу были объединены, образовав Специальный район Жунсянь (容县专区).
В 1958 году провинция Гуанси была преобразована в Гуанси-Чжуанский автономный район. Специальный район Жунсянь был расформирован, и уезд перешёл в состав нового Специального района Юйлинь (玉林专区). В 1971 году Специальный район Юйлинь был переименован в Округ Юйлинь (玉林地区).
Постановлением Госсовета КНР от 27 апреля 1997 года округ Юйлинь был преобразован в городской округ.

## Административное деление
Уезд делится на 12 посёлков и 3 волости.